# Joseph Bellot
Joseph (Josef) Bellot (* 21. August 1920 in Neunkirchen/Saar; † 22. August 1986 in Augsburg) war ein deutscher Bibliothekar.

## Leben und Wirken
Joseph Bellot studierte nach dem Arbeits- und Kriegsdienst (1938 bis 1945) Geschichte, Germanistik, Philosophie und Volkskunde an der Universität Bonn und promovierte dort 1951. Das Staatsexamen für den höheren Schuldienst legte er 1952 ab. Als Bibliotheksreferendar an der Universitäts- und Stadtbibliothek Köln trat er 1953 in die Ausbildung für den höheren Bibliotheksdienst ein und legte 1955 am Bibliothekar-Lehrinstitut des Landes Nordrhein-Westfalen die Fachprüfung ab. Von 1955 bis 1985 war er dann an der Staats- und Stadtbibliothek Augsburg tätig, seit 1963 als ihr Direktor.
Bellot legte zahlreiche Veröffentlichungen zur Geschichte und zum Buch- und Bibliothekswesen im Raum Augsburg vor.

## Schriften
- Das politische Leben in den Saarkreisen zwischen der Revolution von 1848/49 und dem deutsch-französischen Krieg von 1870/71. Dissertation Universität Bonn. Veröffentlicht u.d.T.: Hundert Jahre politisches Leben an der Saar unter preußischer Herrschaft 1815–1918 (= Rheinisches Archiv, Bd. 45). Röhrscheid, Bonn 1954.
- Die Bibliothek des Großkaufmanns Otto Wolff in der Universitätsbibliothek Köln. Ihr Charakter und Wert. Köln 1955.
- Konrad Peutinger und die literarisch-künstlerischen Unternehmungen Kaiser Maximilians. In: Philobiblon, Bd. 11 (1967), S. 171–190.
- Augsburg, Portrait einer Druckerstadt. In: Zeitschrift für Bibliothekswesen und Bibliographie, Bd. 17 (1970), S. 247–264.
- (Hrsg.): Mühlberger’s bibliophiler Kalender. Mühlberger, Augsburg 1970–1988.
- (mit Ingeborg Salzbrunn): Augsburg, Staats- und Stadtbibliothek. In: Wilhelm Totok (Hrsg.): Regionalbibliotheken in der Bundesrepublik Deutschland  (= Zeitschrift für Bibliothekswesen und Bibliographie, Sonderhefte, Bd. 11). Klostermann, Frankfurt/M. 1971, S. 277–285,
- Das Benediktinerstift St. Ulrich und Afra in Augsburg und der Humanismus. In: Studien und Mitteilungen zur Geschichte des Benediktinerordens, Bd. 84 (1973), S. 394–406.
- (Mitarb.): Augsburg. Geschichte in Bilddokumenten. Beck, München 1976, ISBN 978-3-406-06475-3.
- At insigne pinus. Kulturgeschichte der Reichsstadt Augsburg im Spiegel eines Verlages an der Wende des 16./17. Jahrhunderts. In: Börsenblatt für den deutschen Buchhandel (Frankfurter Ausgabe), Jg. 1978, Nr. 36, S. B 697–609.
- Die Augsburger Frühdrucker Günther Zainer, Erhard Ratdolt. Führer durch die Ausstellung im Schaezlerpalais, 20. Januar-4. März 1979. Kulturreferat der Stadt Augsburg 1979.
- (mit Adolf Layer): Bibliographie des ostschwäbischen Mundartschrifttums. In: Zeitschrift des Historischen Vereins für Schwaben, Bd. 73 (1979), S. 158–183.
- (Mitautor): 450 Jahre Gymnasium bei Sankt Anna in Augsburg. Stumböck, Friedberg-West 1981.
- (Mitarb.): Literatur in Bayerisch-Schwaben. Von der althochdeutschen Zeit bis zur Gegenwart. Konrad, Weissenhorn 1979, ISBN 978-3-87437-161-2.
- (mit Hans Schneider): Hugenottenhäuser in der Meringerau? Zur Besiedlungsgeschichte des jetzigen Augsburger Stadtgebiets Siebenbrunn. In: Zeitschrift des Historischen Vereins für Schwaben, Bd. 76 (1982), S. 162–182.
- Augsburger volkssprachliches humanistisches Schrifttum und seine Illustration 1520–1550. Stadt Augsburg 1983.
- Zur Gestaltung des Titelblatts und zur Einführung der Bordüre im Augsburger Frühdruck 1500–1518. In: Börsenblatt für den deutschen Buchhandel (Frankfurter Ausgabe), Bd. 42 (1986), Nr. 21, S. A107–A112.